# Geraecormobius rohri
Geraecormobius rohri is een hooiwagen uit de familie Gonyleptidae.